# Sonate K. 470
La sonate K. 470 (F.414/L.304) en sol majeur est une œuvre pour clavier du compositeur italien Domenico Scarlatti.

## Présentation
La sonate K. 470, en sol majeur, notée Allegro, forme une paire avec la sonate suivante en forme de Minuet. Commencé dans le genre toccata, le rythme d'une saeta
occupe la partie centrale de chaque section.
En se référant à cette sonate, Chris Willis décrit une caractéristique de la manière de Scarlatti de façonner sa musique, qui est assez différente de la cohérence interne des œuvres de Bach et Haendel : « L'élan avec lequel commence chaque section n'est pas celui qui le mènera à son terme. Au lieu de cela, l'allure est d'abord difficile à maintenir. Bien que la musique achevée transmette un message tout aussi joyeux que celle de l'ouverture, une chaîne d'événements quelque peu mystérieux se situe entre le début et la fin, ce qui entraîne une transformation de sorte que la première et la dernière mesure n'ont presque rien en commun. » Les changements d'humeur et de mode dans cette sonate montrent clairement comment Scarlatti pensait.

## Manuscrits
Le manuscrit principal est le numéro 17 du volume XI (Ms. 9782) de Venise (1756), copié pour Maria Barbara ; les autres sont Parme XIII 17 (Ms. A. G. 31418), Münster I 5 et Vienne C 5 (VII 28011 C). Une copie figure à la Morgan Library, manuscrit Cary 703 no 126,.

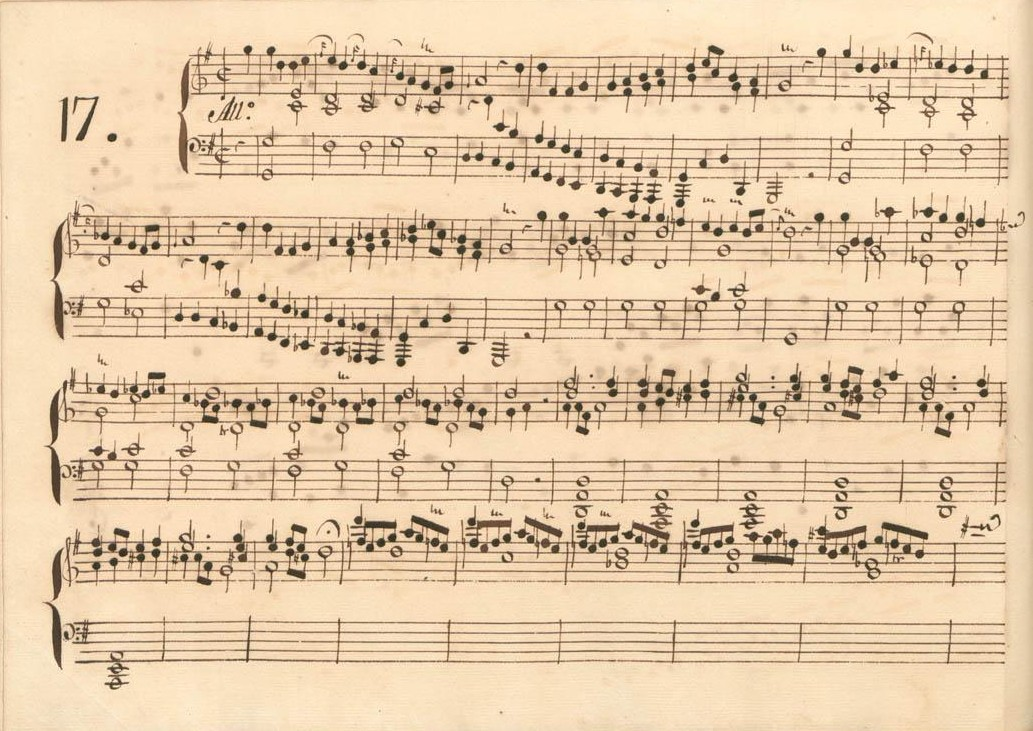
Parme XIII 17.
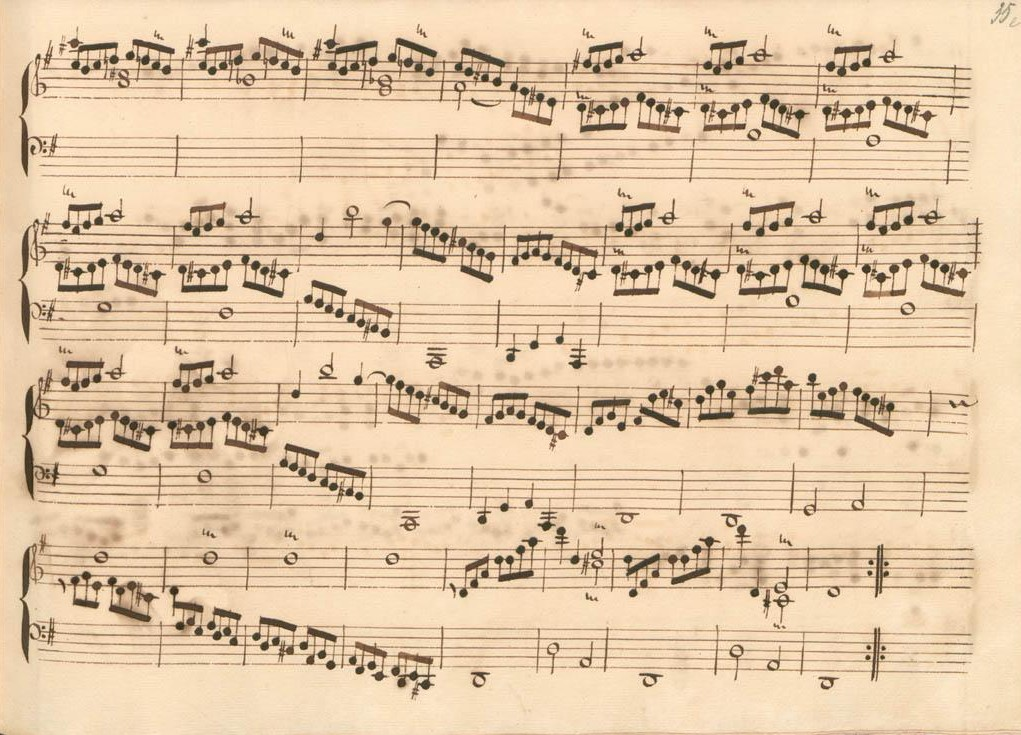
Parme XIII 17 (fin de la première section).
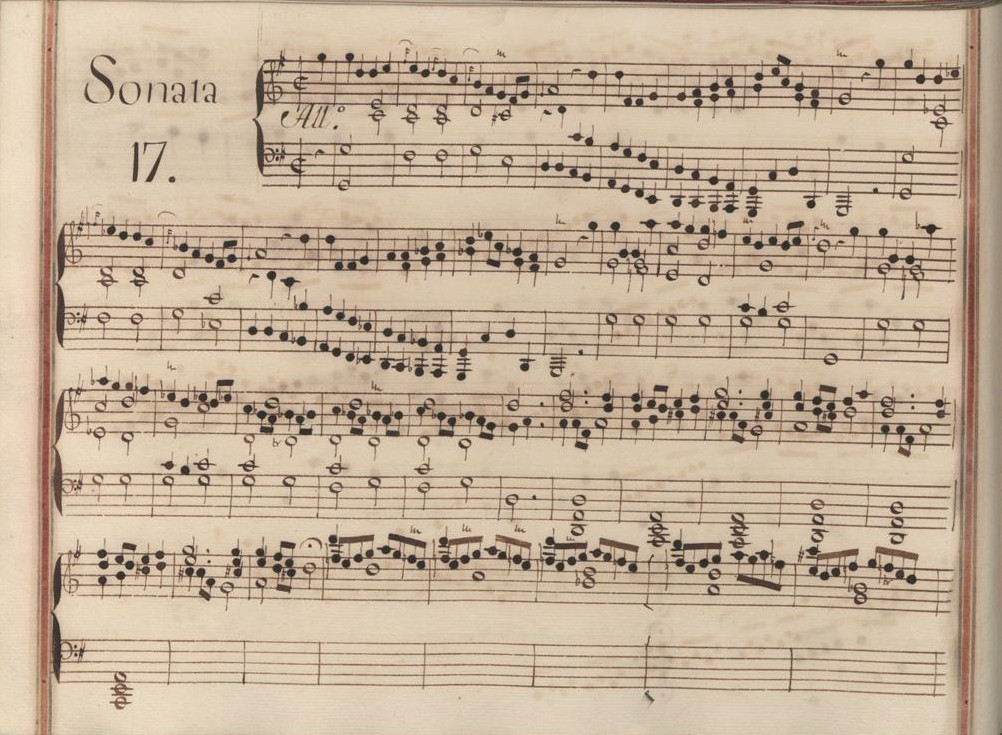
Venise XI 17.
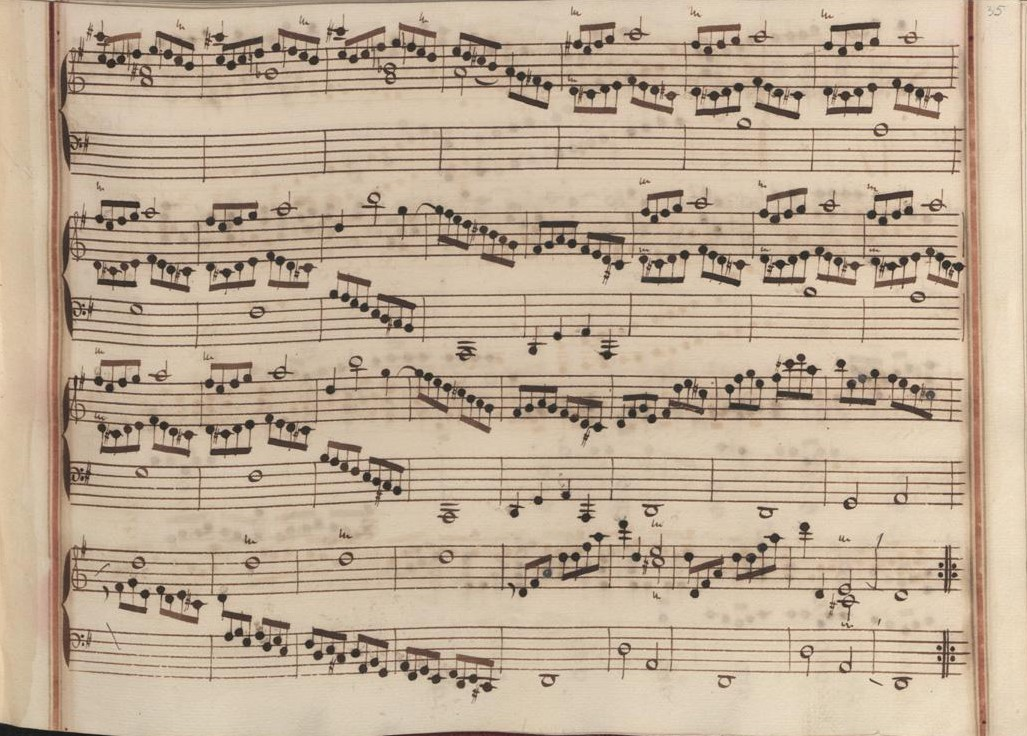
Venise XI 17 (fin de la première section).
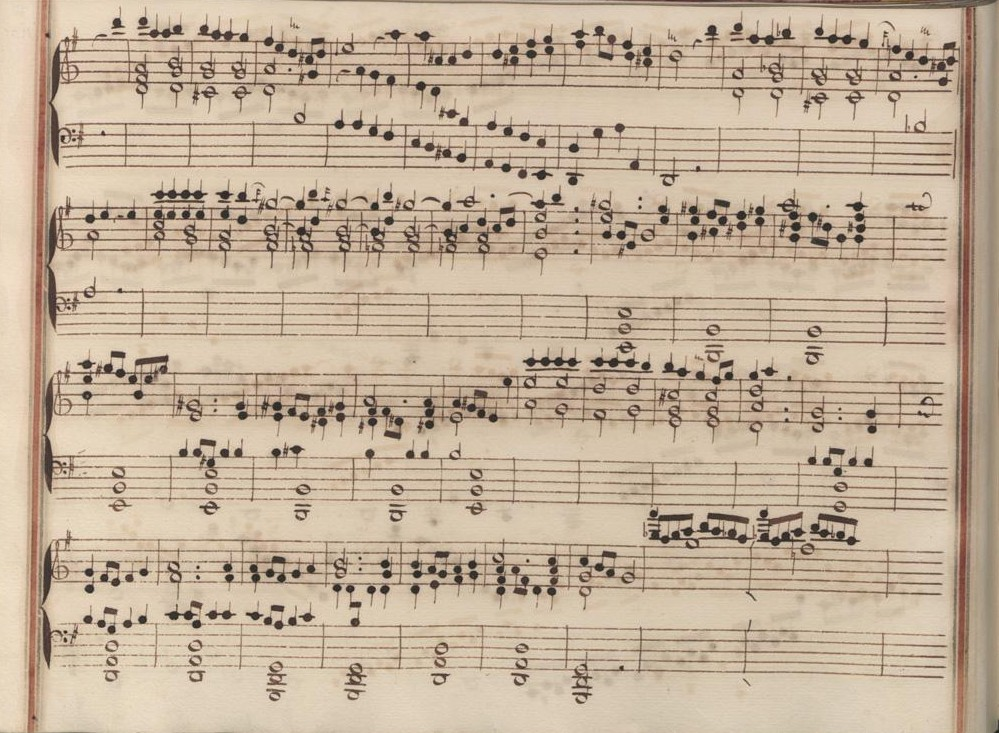
Venise XI 17 (début de la seconde section).
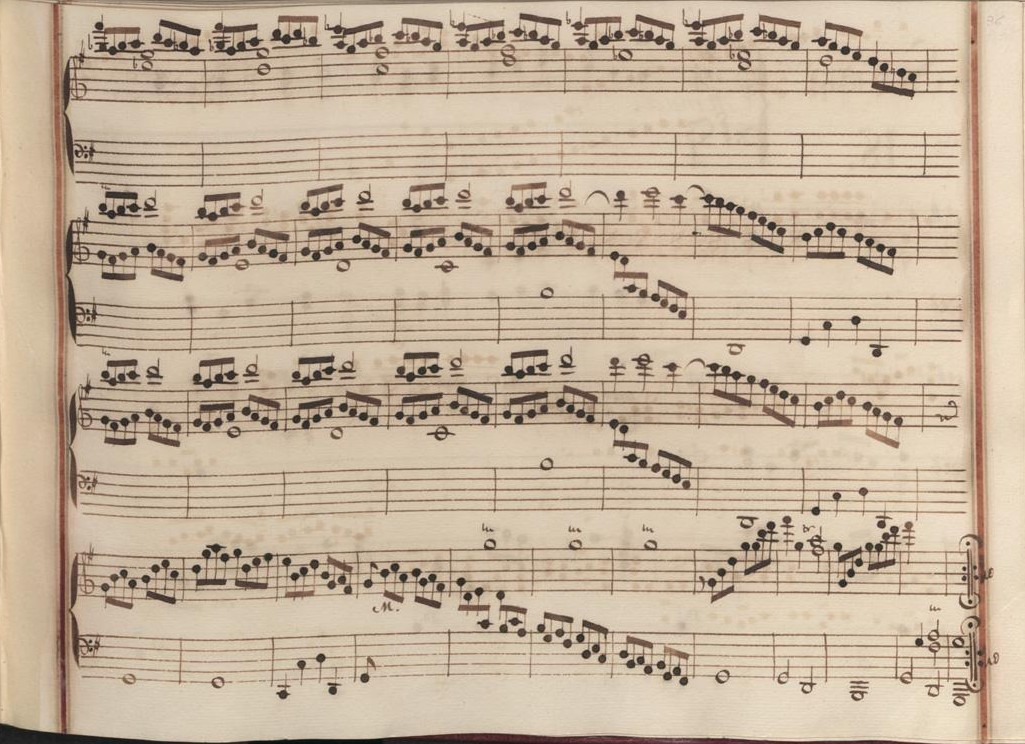
Venise XI 17 (fin de la sonate).

## Interprètes
La sonate K. 470 est défendue au piano notamment par Maria Tipo (1987, EMI), Beatrice Long (1996, Naxos, vol. 4), Olivier Cavé (2008, Æon), Boris Bloch (2010, Ars Produktion), Claire Huangci (2015, Berlin Classics) et Carlo Grante (2016, Music & Arts, vol. 5) ; au clavecin, elle est jouée par Fernando Valenti (1955, Westminster/Pristine, vol. 7), Huguette Dreyfus (1967, Valois), Scott Ross (1985, Erato), Byron Schenkman (2001, Centaur Records), Richard Lester (2004, Nimbus, vol. 4) et Pieter-Jan Belder (Brilliant Classics, vol. 10).

## Sources
: document utilisé comme source pour la rédaction de cet article.
- Ralph Kirkpatrick (trad. de l'anglais par Dennis Collins), Domenico Scarlatti, Paris, Lattès, coll. « Musique et Musiciens », 1982 (1re éd. 1953 (en)), 493 p. (ISBN 978-2-7096-0118-4, OCLC 954954205, BNF 34689181).
- Alain de Chambure, « Domenico Scarlatti, Intégrale des sonates — Scott Ross », Erato/Éditions Costallat (2564-62092-2 (livret : 2292-45309-2)), 1985 (OCLC 891183737) .
- (en) Carlo Grante, « Domenico Scarlatti, intégrale des sonates pour clavier (vol. 4) », Music & Arts (CD-1293), 2016 (OCLC 1020680576) .